# Lydella unguiculata
Lydella unguiculata är en tvåvingeart som först beskrevs av Carl Ludwig Doleschall 1857.  Lydella unguiculata ingår i släktet Lydella och familjen parasitflugor. Inga underarter finns listade i Catalogue of Life.